# Landesregierung von Rheinland-Pfalz

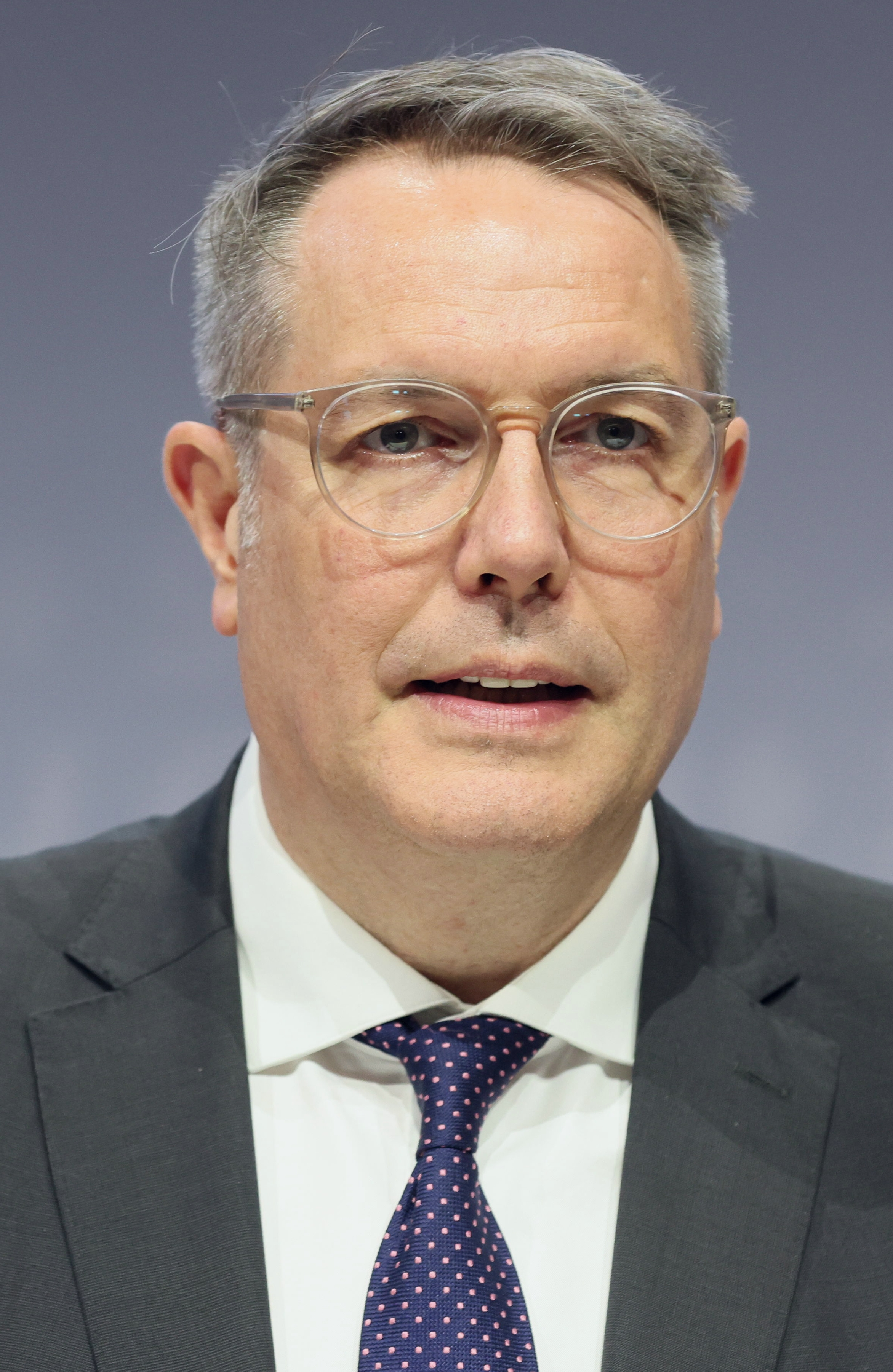
Ministerpräsident Alexander Schweitzer (SPD)

Stellvertreterin des Ministerpräsidenten Katharina Binz (Bündnis 90/Die Grünen)

Die Landesregierung von Rheinland-Pfalz ist die exekutive (vollziehende) Gewalt des Landes Rheinland-Pfalz. Ihre Zusammensetzung und Aufgabenbereiche werden durch die Artikel 98 bis 106 der Verfassung für Rheinland-Pfalz festgelegt. Vorsitzender der Landesregierung ist der Ministerpräsident, dem die wichtigsten Kompetenzen zukommen: Ernennung und Entlassung der Regierungsmitglieder, Beamten und Richter; Abschluss von Staatsverträgen; das Gnadenrecht, sowie die Richtlinienkompetenz.

## Regierungsbildung und -zusammensetzung
Die Landesregierung besteht aus dem Ministerpräsidenten und den Ministern. Der Ministerpräsident (seit 2024: Alexander Schweitzer, SPD) wird vom Landtag Rheinland-Pfalz gewählt, bestimmt die Richtlinien der Politik und vertritt das Land Rheinland-Pfalz nach außen. Mit Zustimmung des Landtags ernennt und entlässt er die Mitglieder der Landesregierung sowie seine Stellvertreterin (seit 2021: Katharina Binz, Bündnis 90/Die Grünen).
Obwohl das Amt des Ministerpräsidenten oder der Landesregierung insgesamt nicht explizit an die Dauer einer Legislaturperiode gebunden ist, wurde bisher jedes Mal nach einer Landtagswahl aufgrund der neuen Mehrheitsverhältnisse im Landesparlament eine Neuwahl des Regierungschefs mit anschließender Regierungsbildung vorgenommen. Da das Ausscheiden eines Ministerpräsidenten aus dem Amt nicht das Amtsende der weiteren Regierungsmitglieder bewirkt, müssen einzelne Minister ggf. zurücktreten, damit eine Umbesetzung der Ressortleitung durch den neu gewählten Ministerpräsidenten vorgenommen werden kann.
Informell wird die Landesregierung auch als „Ministerrat“ bezeichnet, wobei dann weitere bedeutende politische Beamte (Staatssekretäre) bei den Beratungen mitwirken können, etwa der Chef der Staatskanzlei oder der Bevollmächtigte des Landes Rheinland-Pfalz beim Bund. Zu Mitgliedern des Bundesrates können jedoch nur die Regierungsmitglieder im Sinne der Landesverfassung bestellt werden.

## Geschäftsbereiche der Landesregierung
Mit der Regierungsbildung zu Beginn der 18. Wahlperiode des rheinland-pfälzischen Landtags am 18. Mai 2021 wurden die Kompetenzen innerhalb der Landesregierung auf die Staatskanzlei und neun Fachministerien verteilt:
- Staatskanzlei
- Ministerium für Klimaschutz, Umwelt, Energie und Mobilität
- Ministerium für Wirtschaft, Verkehr, Landwirtschaft und Weinbau
- Ministerium der Finanzen
- Ministerium der Justiz
- Ministerium des Innern und für Sport
- Ministerium für Bildung
- Ministerium für Arbeit, Soziales, Transformation und Digitalisierung
- Ministerium für Wissenschaft und Gesundheit
- Ministerium für Familie, Frauen, Kultur und Integration

## Ministerpräsidenten
Seit der Gründung des Landes Rheinland-Pfalz im Jahr 1946 amtiert nunmehr der 9. Ministerpräsident:
- 3. Dezember 1946 bis 9. Juli 1947: Wilhelm Boden, CDU (zuerst Ernennung durch Militärregierung, am 13. Juni 1947 vom Landtag gewählt)
- 9. Juli 1947 bis 19. Mai 1969: Peter Altmeier, CDU
- 19. Mai 1969 bis 2. Dezember 1976: Helmut Kohl, CDU
- 2. Dezember 1976 bis 8. Dezember 1988: Bernhard Vogel, CDU
- 8. Dezember 1988 bis 21. Mai 1991: Carl-Ludwig Wagner, CDU
- 21. Mai 1991 bis 26. Oktober 1994: Rudolf Scharping, SPD
- 26. Oktober 1994 bis 16. Januar 2013: Kurt Beck, SPD
- 16. Januar 2013 bis 10. Juli 2024: Malu Dreyer, SPD
- seit 10. Juli 2024: Alexander Schweitzer, SPD